# Fiordo di Lindenow

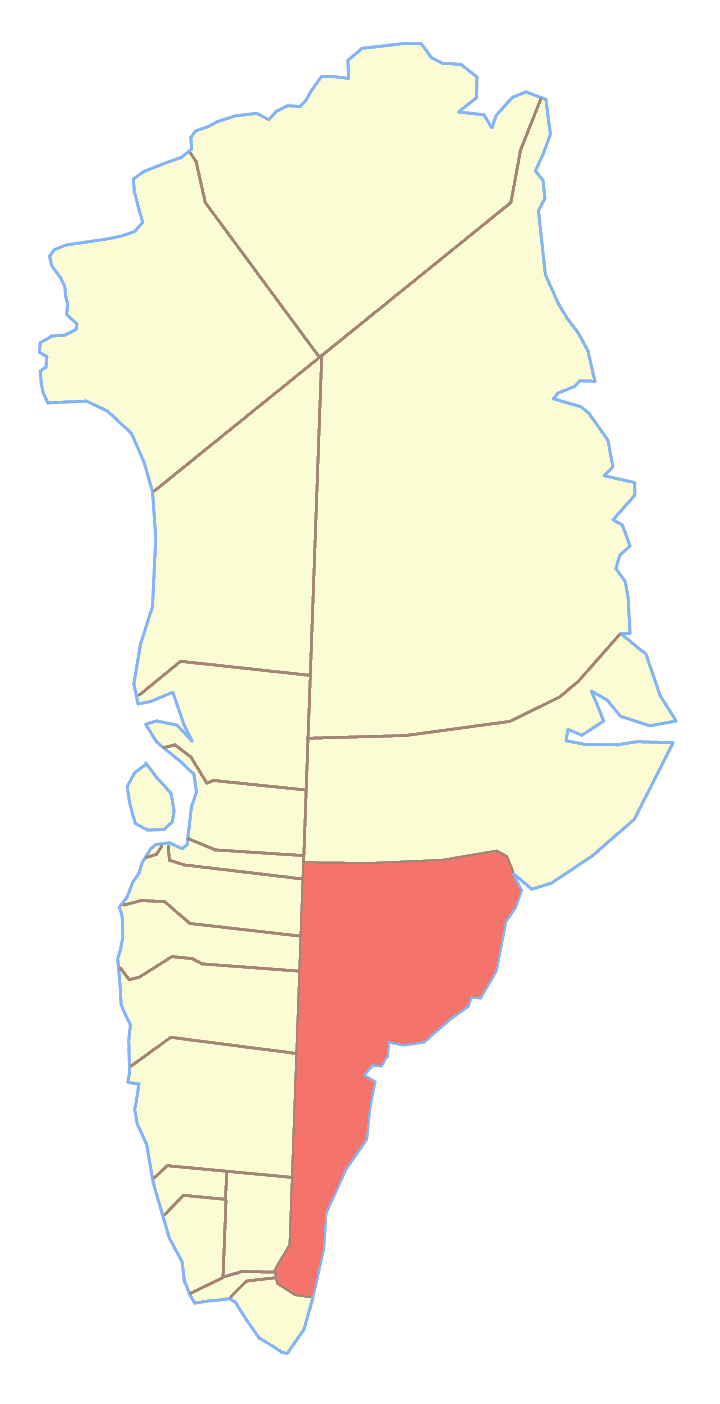
Ex comune di Ammassalik (riva nord)

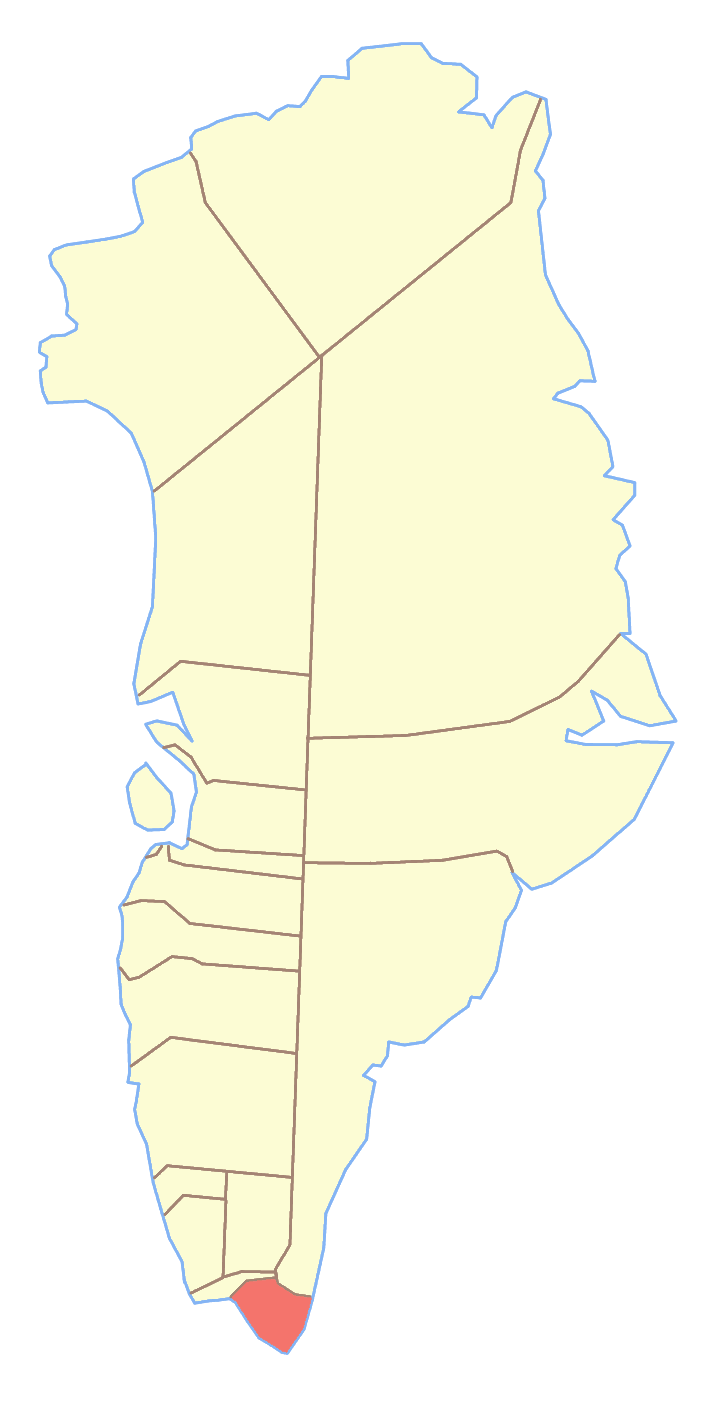
Ex comune di Nanortalik (riva sud)

Il fiordo di Lindenow (dan. Lindenows Fjord) è un fiordo della Groenlandia che sbocca nell'Oceano Atlantico. Si trova nella parte meridionale della Costa di Re Federico VI, a sud del fiordo di Danells; la riva nord appartiene al comune di Sermersooq, la riva sud a quello di Kujalleq.